# Plinthocoelium xanthogastrum
Plinthocoelium xanthogastrum là một loài bọ cánh cứng trong họ Cerambycidae.